# Schefflera lawranceana
Schefflera lawranceana är en araliaväxtart som först beskrevs av David Prain, och fick sitt nu gällande namn av René Viguier. Schefflera lawranceana ingår i släktet Schefflera och familjen araliaväxter.
Artens utbredningsområde är Burma. Inga underarter finns listade.